# Геосоціальні ігри
Геосоціа́льні і́гри — це різновид інтелектуальних ігор, основою яких є стратегія, математичний розрахунок, психологія, інші індивідуальні здібності, де перемагає найсильніший, а не той, кому щастить. Відмітна риса проекту «геосоціальні гри» — це можливість участі в одній грі необмеженої кількості людей.

## Загальні положення
Саме таку можливість надають сучасний технологічний програмно-апаратний комплекс для обрахунку колективного ходу (результуючого ходу великої кількості учасників) і рейтингова таблиця гравця. Рейтинг гравця залежить прямо пропорційно від кількості його індивідуальних ходів, що збігаються з колективним ходом, і обернено пропорційно часу, витраченого на прийняття індивідуального рішення. У цих іграх можлива присутність угоди про виграш. З призового фонду, який формується самими гравцями, організатор отримує комісію необхідну для проведення і технічного забезпечення віртуальних битв.
При проведенні та популяризації геосоціальних ігор дотримуються наступних принципів:
- забезпечення права кожного на вільний доступ до геосоціальних ігор, як умова самореалізації та розвитку розумових здібностей особистості;
- використання геосоціальних ігор для організації корисного та приємного дозвілля, в профілактиці шкідливих звичок та асоціальних форм поведінки, а також в формуванні здорового способу життя населення, різнобічному інтелектуальному вдосконаленні громадян;
- сприяти розвитку усіх видів і складових частин геосоціальних ігор («Геосоціальні шахи», «Геосоціальні шашки», "Геосоціальних ігор «Мінімакс», «Соціальний квест», «Соціальне метеопрогнозування», «Соціальне зодчество», «Геосоціальний віртуальний футбол», «Геосоціальний віртуальний бокс» тощо) з урахуванням їх унікальності, соціальної та освітньої функцій;
- взаємозв'язок геосоціальних ігор з фізкультурно—спортивним рухом;
- спрямованість на організацію на території України національних та міжнародних змагань з геосоціальних ігор;
- стимулювання учасників геосоціальних ігор за досягнення високих турнірних результатів на офіційних національних та міжнародних змаганнях;
- забезпечення безпечної організації та проведення геосоціальних ігор для учасників, а також інших суб'єктів даного виду ігор;
- забезпечення проведення наукових досліджень в області геосоціальних ігор у зв'язку з тим, що вони є унікальним майданчиком для різного виду соціологічних досліджень. Заохочення дослідної роботи на національному та міжнародному рівнях, яка буде спрямована на поліпшення розуміння комплексу питань, які пов'язані з утриманням та проведенням геосоціальних ігор. В першу чергу це стосується правил геосоціальних ігор, їх вдосконалення і уніфікації, фіксування, аналізу і запобігання випадків їх порушення;
- спрямованість національного і міжнародного руху геосоціальних ігор на зближення між людьми, консолідацію суспільства, зміцнення миру та міжнародного співробітництва;
- забезпечення розвитку моральної і етичної бази геосоціальних ігор, поширення та дотримання цінностей і правил чесної гри.

## Термінологія
Геосоціальні ігри — інтелектуальні (шахи, шашки тощо) та інші ігри з застосуванням принципу «колективного ходу», в яких може брати участь необмежена кількість гравців з призовим фондом. Призовий фонд розподіляється, в залежності від місця гравця в рейтинговій таблиці, основним принципом побудови якої є кількість індивідуальних і колективних ходів, що збігаються.
Колективний хід — результуючий хід переважної кількості учасників гри, який фіксується і обробляється програмно — апаратним комплексом.
«Колективний хід» — програмно-апаратний комплекс створений для проведення геосоціальних ігор з використанням «колективного ходу» і побудови рейтингової таблиці.
Рейтингова таблиця — таблиця учасників гри. Основні принципи побудови рейтингу: прямо пропорційність кількості збігів індивідуального ходу з колективним і обернено пропорційність до часу, затраченого гравцем на обдумування свого індивідуального ходу.
Рейтинг учасника — місце гравця в рейтинговій таблиці. В залежності від рейтингу гравця залежить сума виграшу і рівень визнання (наприклад, початківець, майстер, експерт тощо).

## Авторське право
Автори, які розробили, та координатори проекту «геосоціальні ігри» Президент ФІДЕ Кірсан Ілюмжинов, чемпіон світу з боксу Віталій Кличко, голова правління ТОВ «УСІМ» Коломієць В. А. та голова правління ТОВ «ВІППЕЙМЕН» Савчук О. Л. застосували принципи колективного інтелекту в галузі теорії ігор. У результаті з'явилася можливість участі необмеженої кількості людей в іграх, де традиційно грали двоє. Були озвучені поняття колективного ходу і геосоціальних ігор, заснованих на теорії  колективного інтелекту.
Авторські права проекту «Геосоціальні ігри» захищені свідоцтвами[недоступне посилання з липня 2019] і патентами.

## Правові аспекти
На сьогоднішній день правове регулювання діяльності з організації та проведення геосоціальних ігор відсутнє, що може негативно вплинути на їх розвиток і популяризацію на території країн, де існує заборона на проведення азартних ігор в тій або іншій формі. Однак поняття «геосоціальні гри» не входить до визначення грального бізнесу. Аналіз геосоціальних ігор дозволяє віднести проведення даних ігор до самостійного виду діяльності, на який заборона не поширюється. Адже результат гри, виграш не залежить від випадковості, а є результатом інтелектуальних здібностей окремих індивідуумів і групи гравців у цілому. Тоді як в більшості країн загально прийняте трактування понять «гральний бізнес» і «азартні ігри» припускають саме визначення виграшу випаданням випадкового результату (рулетка, ігрові автомати тощо).
Так, у статті 1 Закону України «Про заборону грального бізнесу в Україні» дається визначення ігрового бізнесу, як діяльності, пов'язаної з організацією азартних ігор, відповідно і визначення «азартна гра» — «будь-яка гра, обов'язковою умовою участі в якій є сплата гравцем грошей, у тому числі через систему електронних платежів, що дає змогу учаснику як отримати виграш (приз) у будь-якому вигляді, так і не отримати його залежно від випадковості».
У зв'язку з тим, що в геосоціальних іграх результат (підсумковий соціальний індекс) утворюється шляхом соціальної регуляції кінцевого результату або, іншими словами, учасники гри, використовуючи стратегію, математичний розрахунок, психологію, інші індивідуальні здібності впливають на формування цього результату. «Геосоціальні ігри» не відносяться до визначення «азартні ігри», а, відповідно, не потрапляють під дію Закону «Про заборону грального бізнесу в Україні».
Аналогічна ситуація склалася і на законодавчому рівні Російської Федерації. Однак для подальшого розвитку ідеї і технологій необхідна офіційна трактовка з боку офіційних державних органів (фіскальних, юстиції тощо) поняття «геосоціальні ігри» і розмежування даного поняття з поняттями, що пов'язані з організацією та проведенням грального бізнесу та азартних ігор.